# Gabriele Amorth
Gabriele Amorth (Modena, 1. svibnja 1925. – Rim, 16. rujna 2016.), talijanski katolički svećenik, egzorcist i pisac više djela o kršćanstvu i egzorcizmu. 

## Životopis
Rođen je u Modeni 1925. godine. Za vrijeme Drugog svjetskog rata bio je aktivan u partizanskom pokretu, za što je 2016. godine dobio Medalju slobode rimskog prefekta u prisutnosti talijanskog ministra obrane. Za svećenika je zaređen 1954. godine. Godine 1990. osnovao je Međunarodno udruženje egzorcista i bio njegovim predsjednikom do 2000., a do smrti počasnim predsjednikom. Prema vlastitoj procjeni, za života je sudjelovao u više od 160 000 egzorcizama. Umro je u 91. godini života 2016. zbog poteškoća s plućima.
Istražujući NSDAP, došao je do saznanja da su pojedini visoki časnici NSDAP-a bili uključeni u sotonističke obrede, kao i sami Hitler i Staljin.

## Djela
- Egzorcist govori, 1999.
- Gospel of Mary: A Month With the Mother of God, 2000.
- An Exorcist: More Stories, 2002.
- Esorcisti e Psichiatri, 2002.
- Izvješća rimskog egzorcista[5]
- Pater Pio: Lebensgeschichte eines Heiligen, 2003.
- Dietro un sorriso: Beata Alexandrina Maria da Costa, 2006.
- Memorie di un esorcista, 2010.
- An Exorcist Explains the Demonic, 2016.
- Posljednji egzorcist (Gabriele Amorth i Paolo Rodari)[5]